# Pietro Salis
Pietro Salis (Ploaghe, 16 maggio 1811 – Sassari, 31 marzo 1901) è stato un politico italiano.
Fu senatore del Regno d'Italia nella XVII legislatura. Laureato in giurisprudenza all'Università di Sassari, fu consigliere provinciale a Sassari e venne nominato senatore il 4 dicembre 1890 giurando nel marzo successivo.